# VM웨어
VM웨어 주식회사(영어: VMware, Inc.)는 클라우드 컴퓨팅 및 가상화 소프트웨어를 판매하는 기업이며, 미국의 캘리포니아주에 본사를 두고 있다. R&D 사무소는 미국 캘리포니아의 팰러앨토, 캘리포니아의 샌프란시스코, 매사추세츠주 케임브리지, 그리고 인도의 벵갈루루에 있다.
VM웨어 워크스테이션(VMware Workstation)과 프리웨어 제품인 VM웨어 서버(VMware Server)와 VM웨어 플레이어(VMware Player)를 포함한, x86 호환 컴퓨터를 위한 가상화 소프트웨어를 공급한다.
VM웨어의 데스크탑 소프트웨어는 마이크로소프트 윈도우, 리눅스, macOS을 지원한다. 단, VMware의 대표적인 제품인 서버용 엔터프라이즈 소프트웨어 하이퍼바이저 VMware ESXi는 베어 메탈 서버 상에서 작동하며, 다른 OS를 필요로 하지 않는다.
2020년 현재 북미에서 6번째로 큰 소프트웨어 기업이며, 또한 2020년 현재 클라우드 시스템 및 서비스 관리 부문에서 세계 1위의 실적을 가지고 있다.

## 역사
VM웨어는 다이앤 그린과 멘델 로젠블럼, 스콧 데빈, 엘렌 왕 그리고 에드워드 버그니온이 1998년에 창립했다. 그린은 1978년 MIT에서 조선학 전공으로 석사 학위를 받았고 1988년에 캘리포니아 대학교 버클리에서 컴퓨터 과학으로 두 번째 석사 학위를 받았다. 그린과 멘델은 스탠퍼드 대학교에 있는 동안 만났다.
2007년 8월 14일에, 델 EMC사는 뉴욕 증권거래소 기업공개(IPO)에서 VM웨어 회사 주식을 10% 공개했다. 이 주식은 주당 29달러로 시작했으며 당일 종가는 51달러였다.
2021년 4월 15일, 모회사였던 델은 VMware의 지분 중 남은 부분들을 스핀 오프함으로써 완전히 분리되었으나, 델과 VMware는 향후 최소 5년간은 특별한 변화 없이 운영될 것이라 발표했다.

## 제품
- 데스크톱 제품
  - VMware Workstation
  - VMware Fusion
  - VMware Workstation Player
- 서버 소프트웨어
  - VMware ESXi
  - VMware vCenter
- 클라우드 관리 소프트웨어
  - VMware vRealize Suite
  - VMware GO
  - VMware Cloud Foundation
  - VMware Horizon View
- 애플리케이션 관리
  - VMware Workspace Portal
- 스토리지 및 가용성 관련 제품
  - VMware vSAN
  - VMware Site Recovery Manager (SRM)
- 네트워킹 및 보안 관련
  - VMware NSX
- 관리 제품
  - VMware vCenter Poduct Family
  - VMware vCenter Server
  - VMware vCenter Server Heartbeat
  - VMware vCenter Orchestrator
  - VMware vCenter Site Recovery Manager
  - VMware vCenter Lab Manager
  - VMware vCenter Lifecycle Manager
  - VMware vCenter Converter
  - VMware vCenter Chargeback
  - VMware vCenter Capacity IQ
  - VMware vCenter AppSpeed
  - VMware vCenter Application Discovery Manager
  - VMware vCenter Configuration Manager
  - VMware Service Manager
  - SpringSource Hyperic
- 기타
  - Volume Purchasing Program
  - VMwaare Movile Virtualization Platform(MVP)
  - VMware Data Recovery
  - VMware VMmark
  - VMware Capacity Planner
  - VMware Studio
  - Cisco Nexus 1000V
  - VMware Compliance Checker

## 자격증
- VCA: VMware Certified Associate의 약자로서, VMware 회사가 인증하는 가상머신 관리 초급 기술자 자격증이다.
- VCP: VMware Certified Professional의 약자로서, VMware 회사가 인증하는 가상머신 관리 중급 기술자 자격증이다.
- VCAP: VMware Certified Advanced Profession11re 회사가 인증하는 가상머신 관리 고급 기술자 자격증이다.
- VCDX: VMware Certified Design Expert의 약자로서, VMware 회사가 인증하는 가상머신 관리 최고급 기술자 자격증이다.

## 같이 보기
- 가상 머신
- 가상화
- VM웨어 VMFS, VM웨어 SAN 파일 시스템
- X86 가상화
- 버추얼박스 - 오픈 소스 x86 가상화 소프트웨어
- QEMU - 오픈 소스 x86 가상화 소프트웨어
- 패러렐즈 - 상용 x86 / arch64 가상화 소프트웨어